# Красный Ятвиж
Красный Ятвиж — деревня в Клетнянском районе Брянской области в составе Мирнинского сельского поселения.

## География
Находится в северо-западной части Брянской области на расстоянии приблизительно 6 км на запад по прямой от районного центра поселка Клетня.

## История
Возникла в начале XX века как хутор Ятвиж, с 1970 года современное название. В 1928 году учтено было 49 хозяйств. На карте 1941 года отмечена была как Ятвиж с 54 дворами.

## Население
Численность населения: 271 человек (1926 год), 108 (русские 99 %) в 2002 году, 51 в 2010.